# Bahnstrecke Celle–Braunschweig
| Bahnstrecke in Wendezelle (Landkreis Peine) |                         |                                                               |                                                               |
| |                         |                                                               |                                                               |
| Streckennummer: | 1722                    |                                                               |                                                               |
| Kursbuchstrecke (DB): | 211a, 211d (bis 1970)   |                                                               |                                                               |
| Kursbuchstrecke: | 186a (1934) 211a (1946) |                                                               |                                                               |
| Streckenlänge: | 57,129 km               |                                                               |                                                               |
| Spurweite: | 1435 mm (Normalspur)    |                                                               |                                                               |
| |                         |                                                               |                                                               |
| \| \| \| von Hamburg-Harburg \| \| \| \| 0,0 \| Celle \| Celle \| \| \| \| nach Gifhorn \| \| \| \| \| nach Hannover Hbf \| \| \| \| \| nach Lehrte \| \| \| \| \| Fuhsekanal \| \| \| \| \| Alte Aue \| \| \| \| 7,7 \| Nienhagen (Kr. Celle) \| Nienhagen (Kr. Celle) \| \| \| \| Wirtschaftsweg \| \| \| \| 11,9 \| Wathlingen \| Wathlingen \| \| \| \| Fuhse \| \| \| \| 16,9 \| Bröckel (Kr. Celle) \| Bröckel (Kr. Celle) \| \| \| \| Erse \| \| \| \| \| Fuhse \| \| \| \| \| Fuhse \| \| \| \| 22,5 \| Uetze (Han) \| Uetze (Han) \| \| \| \| Fuhse \| \| \| \| \| Wirtschaftsweg \| \| \| \| \| Fuhse (Altarm) \| \| \| \| \| Fuhse \| \| \| \| \| Wirtschaftsweg \| \| \| \| 26,1 \| Eltze \| Eltze \| \| \| \| Wirtschaftsweg \| \| \| \| \| Wirtschaftsweg \| \| \| \| 27,7 \| Plockhorst Berlin–Lehrte \| Plockhorst Berlin–Lehrte \| \| \| \| von der Berlin-Lehrter Eisenbahn \| \| \| \| \| Kreisstraße \| \| \| \| \| Straße \| \| \| \| \| nach Peine \| \| \| \| 30,3 \| Eickenrode \| Eickenrode \| \| \| \| Wirtschaftsweg \| \| \| \| \| Erse \| \| \| \| 34,2 \| Wipshausen \| Wipshausen \| \| \| 36,0 \| Wipshausen Süd \| Wipshausen Süd \| \| \| 38,7 \| Wense \| Wense \| \| \| 41,3 \| Harvesse \| Harvesse \| \| \| \| Industriegleis: VW Logistikzentrum Braunschweig \| \| \| \| \| A 2 (n) \| \| \| \| \| A 2 (s) \| \| \| \| 43,6 \| Wendezelle \| Wendezelle \| \| \| \| Aue-Oker-Kanal \| \| \| \| \| Weiße Brücke, Wirtschaftsweg \| \| \| \| \| \| \| \| \| 45,9 \| Industriegleis: Abfallentsorgungs- zentrum Watenbüttel (RAUA) \| Industriegleis: Abfallentsorgungs- zentrum Watenbüttel (RAUA) \| \| \| \| \| \| \| \| \| Mittellandkanal \| \| \| \| 48,1 \| Watenbüttel (RAUA) \| Watenbüttel (RAUA) \| \| \| \| A 392 \| \| \| \| \| Okerflutbrücke (w) \| \| \| \| \| Okerflutbrücke (o) \| \| \| \| \| A 391 \| \| \| \| \| Oker \| \| \| \| \| Anschluss Hafen \| \| \| \| \| Hamburger Straße (Straßenbahn Braunschweig) \| \| \| \| 52,8 \| Braunschweig-Rühme \| Braunschweig-Rühme \| \| \| \| Anschluss Volkswagenwerk \| \| \| \| 54,3 \| Braunschweig Nordkurve (Awanst, ehem. Bf) \| Braunschweig Nordkurve (Awanst, ehem. Bf) \| \| \| \| nach Braunschweig Nord \| \| \| \| \| Ringbahn \| \| \| \| \| von Gifhorn \| \| \| \| \| von Fallersleben \| \| \| \| \| Berliner Straße (seit 1990) \| \| \| \| \| Gliesmaroder Straße (alt) \| \| \| \| 56,4 \| Braunschweig-Gliesmarode \| Braunschweig-Gliesmarode \| \| \| \| nach Braunschweig Hbf \| \| |                         |                                                               |                                                               |
| |                         | von Hamburg-Harburg                                           |                                                               |
| Bahnhof | 0,0                     | Celle                                                         | Celle                                                         |
| Abzweig geradeaus und ehemals nach links |                         | nach Gifhorn                                                  | nach Gifhorn                                                  |
| Abzweig geradeaus und nach rechts |                         | nach Hannover Hbf                                             | nach Hannover Hbf                                             |
| Abzweig ehemals geradeaus und nach rechts |                         | nach Lehrte                                                   | nach Lehrte                                                   |
| Brücke über Wasserlauf (Strecke außer Betrieb) |                         | Fuhsekanal                                                    | Fuhsekanal                                                    |
| Brücke über Wasserlauf (Strecke außer Betrieb) |                         | Alte Aue                                                      | Alte Aue                                                      |
| Bahnhof (Strecke außer Betrieb) | 7,7                     | Nienhagen (Kr. Celle)                                         | Nienhagen (Kr. Celle)                                         |
| Brücke (Strecke außer Betrieb) |                         | Wirtschaftsweg                                                | Wirtschaftsweg                                                |
| Bahnhof (Strecke außer Betrieb) | 11,9                    | Wathlingen                                                    | Wathlingen                                                    |
| Brücke über Wasserlauf (Strecke außer Betrieb) |                         | Fuhse                                                         | Fuhse                                                         |
| Haltepunkt / Haltestelle (Strecke außer Betrieb) | 16,9                    | Bröckel (Kr. Celle)                                           | Bröckel (Kr. Celle)                                           |
| Brücke über Wasserlauf (Strecke außer Betrieb) |                         | Erse                                                          | Erse                                                          |
| Brücke über Wasserlauf (Strecke außer Betrieb) |                         | Fuhse                                                         | Fuhse                                                         |
| Brücke über Wasserlauf (Strecke außer Betrieb) |                         | Fuhse                                                         | Fuhse                                                         |
| Bahnhof (Strecke außer Betrieb) | 22,5                    | Uetze (Han)                                                   | Uetze (Han)                                                   |
| Brücke über Wasserlauf (Strecke außer Betrieb) |                         | Fuhse                                                         | Fuhse                                                         |
| Brücke (Strecke außer Betrieb) |                         | Wirtschaftsweg                                                | Wirtschaftsweg                                                |
| Brücke über Wasserlauf (Strecke außer Betrieb) |                         | Fuhse (Altarm)                                                | Fuhse (Altarm)                                                |
| Brücke über Wasserlauf (Strecke außer Betrieb) |                         | Fuhse                                                         | Fuhse                                                         |
| Brücke (Strecke außer Betrieb) |                         | Wirtschaftsweg                                                | Wirtschaftsweg                                                |
| Bahnhof (Strecke außer Betrieb) | 26,1                    | Eltze                                                         | Eltze                                                         |
| Brücke (Strecke außer Betrieb) |                         | Wirtschaftsweg                                                | Wirtschaftsweg                                                |
| Brücke (Strecke außer Betrieb) |                         | Wirtschaftsweg                                                | Wirtschaftsweg                                                |
| ehemaliger Turmbahnhof geradeaus oben (Strecke geradeaus außer Betrieb) | 27,7                    | Plockhorst Berlin–Lehrte                                      | Plockhorst Berlin–Lehrte                                      |
| Abzweig geradeaus und von rechts (Strecke außer Betrieb) |                         | von der Berlin-Lehrter Eisenbahn                              | von der Berlin-Lehrter Eisenbahn                              |
| Brücke (Strecke außer Betrieb) |                         | Kreisstraße                                                   | Kreisstraße                                                   |
| Brücke (Strecke außer Betrieb) |                         | Straße                                                        | Straße                                                        |
| Abzweig geradeaus und nach rechts (Strecke außer Betrieb) |                         | nach Peine                                                    | nach Peine                                                    |
| Haltepunkt / Haltestelle (Strecke außer Betrieb) | 30,3                    | Eickenrode                                                    | Eickenrode                                                    |
| Strecke mit Straßenbrücke (Strecke außer Betrieb) |                         | Wirtschaftsweg                                                | Wirtschaftsweg                                                |
| Brücke über Wasserlauf (Strecke außer Betrieb) |                         | Erse                                                          | Erse                                                          |
| Bahnhof (Strecke außer Betrieb) | 34,2                    | Wipshausen                                                    | Wipshausen                                                    |
| Haltepunkt / Haltestelle (Strecke außer Betrieb) | 36,0                    | Wipshausen Süd                                                | Wipshausen Süd                                                |
| Bahnhof (Strecke außer Betrieb) | 38,7                    | Wense                                                         | Wense                                                         |
| Bahnhof (Strecke außer Betrieb) | 41,3                    | Harvesse                                                      | Harvesse                                                      |
| Abzweig ehemals geradeaus und von links |                         | Industriegleis: VW Logistikzentrum Braunschweig               | Industriegleis: VW Logistikzentrum Braunschweig               |
| Strecke mit Straßenbrücke |                         | A 2 (n)                                                       | A 2 (n)                                                       |
| Strecke mit Straßenbrücke |                         | A 2 (s)                                                       | A 2 (s)                                                       |
| ehemaliger Bahnhof | 43,6                    | Wendezelle                                                    | Wendezelle                                                    |
| Brücke über Wasserlauf |                         | Aue-Oker-Kanal                                                | Aue-Oker-Kanal                                                |
| Strecke mit Straßenbrücke |                         | Weiße Brücke, Wirtschaftsweg                                  | Weiße Brücke, Wirtschaftsweg                                  |
| |                         |                                                               |                                                               |
| Abzweig geradeaus und von links | 45,9                    | Industriegleis: Abfallentsorgungs- zentrum Watenbüttel (RAUA) | Industriegleis: Abfallentsorgungs- zentrum Watenbüttel (RAUA) |
| |                         |                                                               |                                                               |
| Brücke über Wasserlauf |                         | Mittellandkanal                                               | Mittellandkanal                                               |
| ehemaliger Bahnhof | 48,1                    | Watenbüttel (RAUA)                                            | Watenbüttel (RAUA)                                            |
| Strecke mit Straßenbrücke |                         | A 392                                                         | A 392                                                         |
| Brücke über Wasserlauf |                         | Okerflutbrücke (w)                                            | Okerflutbrücke (w)                                            |
| Brücke über Wasserlauf |                         | Okerflutbrücke (o)                                            | Okerflutbrücke (o)                                            |
| Strecke mit Straßenbrücke |                         | A 391                                                         | A 391                                                         |
| Brücke über Wasserlauf |                         | Oker                                                          | Oker                                                          |
| Abzweig geradeaus und von links |                         | Anschluss Hafen                                               | Anschluss Hafen                                               |
| Kreuzung mit U-Bahn |                         | Hamburger Straße (Straßenbahn Braunschweig)                   | Hamburger Straße (Straßenbahn Braunschweig)                   |
| Dienststation / Betriebs- oder Güterbahnhof | 52,8                    | Braunschweig-Rühme                                            | Braunschweig-Rühme                                            |
| Abzweig geradeaus und von rechts |                         | Anschluss Volkswagenwerk                                      | Anschluss Volkswagenwerk                                      |
| Blockstelle | 54,3                    | Braunschweig Nordkurve (Awanst, ehem. Bf)                     | Braunschweig Nordkurve (Awanst, ehem. Bf)                     |
| Abzweig geradeaus und nach rechts |                         | nach Braunschweig Nord                                        | nach Braunschweig Nord                                        |
| Kreuzung geradeaus unten (Querstrecke außer Betrieb) |                         | Ringbahn                                                      | Ringbahn                                                      |
| Abzweig geradeaus und von links |                         | von Gifhorn                                                   | von Gifhorn                                                   |
| Abzweig geradeaus und ehemals von links |                         | von Fallersleben                                              | von Fallersleben                                              |
| Brücke |                         | Berliner Straße (seit 1990)                                   | Berliner Straße (seit 1990)                                   |
| Brücke |                         | Gliesmaroder Straße (alt)                                     | Gliesmaroder Straße (alt)                                     |
| Bahnhof | 56,4                    | Braunschweig-Gliesmarode                                      | Braunschweig-Gliesmarode                                      |
| |                         | nach Braunschweig Hbf                                         |                                                               |

Die Bahnstrecke Celle–Braunschweig ist eine eingleisige, nicht elektrifizierte Nebenbahn in Niedersachsen. Zwischen dem Bahnhof Braunschweig-Gliesmarode und einem Anschlussgleis südlich von Harvesse findet (Stand: 2022) Güterverkehr statt. Der Abschnitt zwischen Harvesse und Celle ist stillgelegt.
Der Regionalverband Großraum Braunschweig lässt (Stand: 2024) den Ausbau der Strecke für den Schienenpersonennahverkehr zwischen Harvesse und Braunschweig-Gliesmarode untersuchen. Dieser Streckenabschnitt wird manchmal auch Spargel-Express genannt.

## Streckenverlauf
Die Strecke diente ursprünglich der direkten Verbindung der alten welfischen Städte Celle und Braunschweig. Die historische Bahntrasse verläuft durch folgende Landkreise und kreisfreie Städte:
- Landkreis Celle: Bahnhof Celle – südl. Bröckel
- Region Hannover: nördl. Uetze – nördl. Bahnhof Plockhorst bei Eltze
- Landkreis Peine: Bahnhof Plockhorst – Mittellandkanal (Wendeburg)
- Stadt Braunschweig: Mittellandkanal (Völkenrode) – Bahnhof Braunschweig-Gliesmarode

Die Strecke ist weitgehend stillgelegt und abgebaut. Teilweise wurden Grundstücke verkauft und überbaut. Die meisten Bahnhofsgebäude sind in Privatbesitz erhalten. Das Stück Westercelle (B 3) bis Nienhagen ist Trasse für eine Erdgasleitung im Eigentum der SVO Energie GmbH. Sie ist als privater Weg für Radfahrer und Fußgänger freigegeben. Von Gliesmarode bis einschließlich Harvesse liegt das Gleis; den weiteren Streckenverlauf im Landkreis Peine hat dieser ausgewiesen als Landschaftsschutzgebiet, in dem Eisenbahnverkehr zugelassen ist.

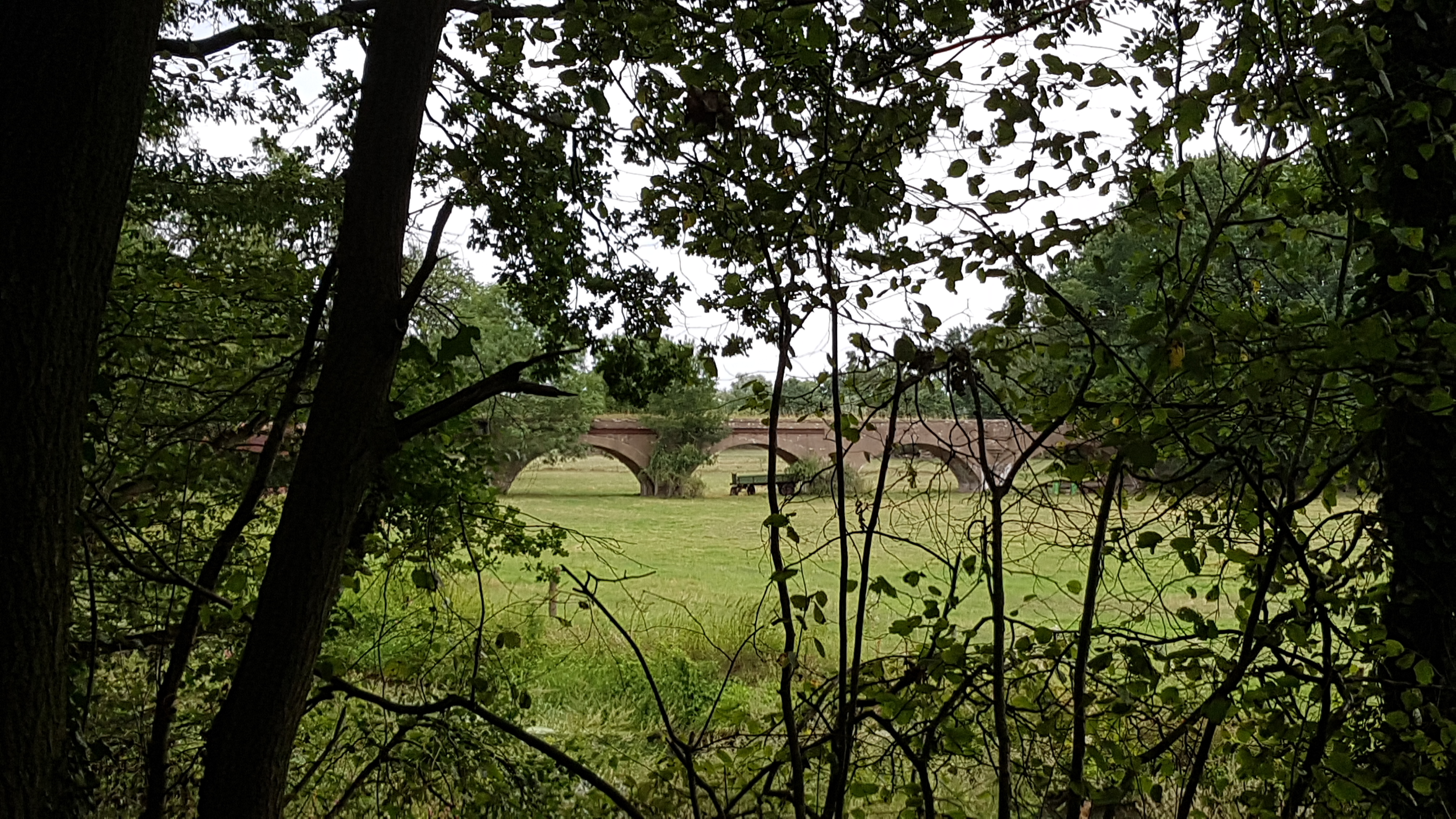
Viadukt zwischen Uetze und Eltze
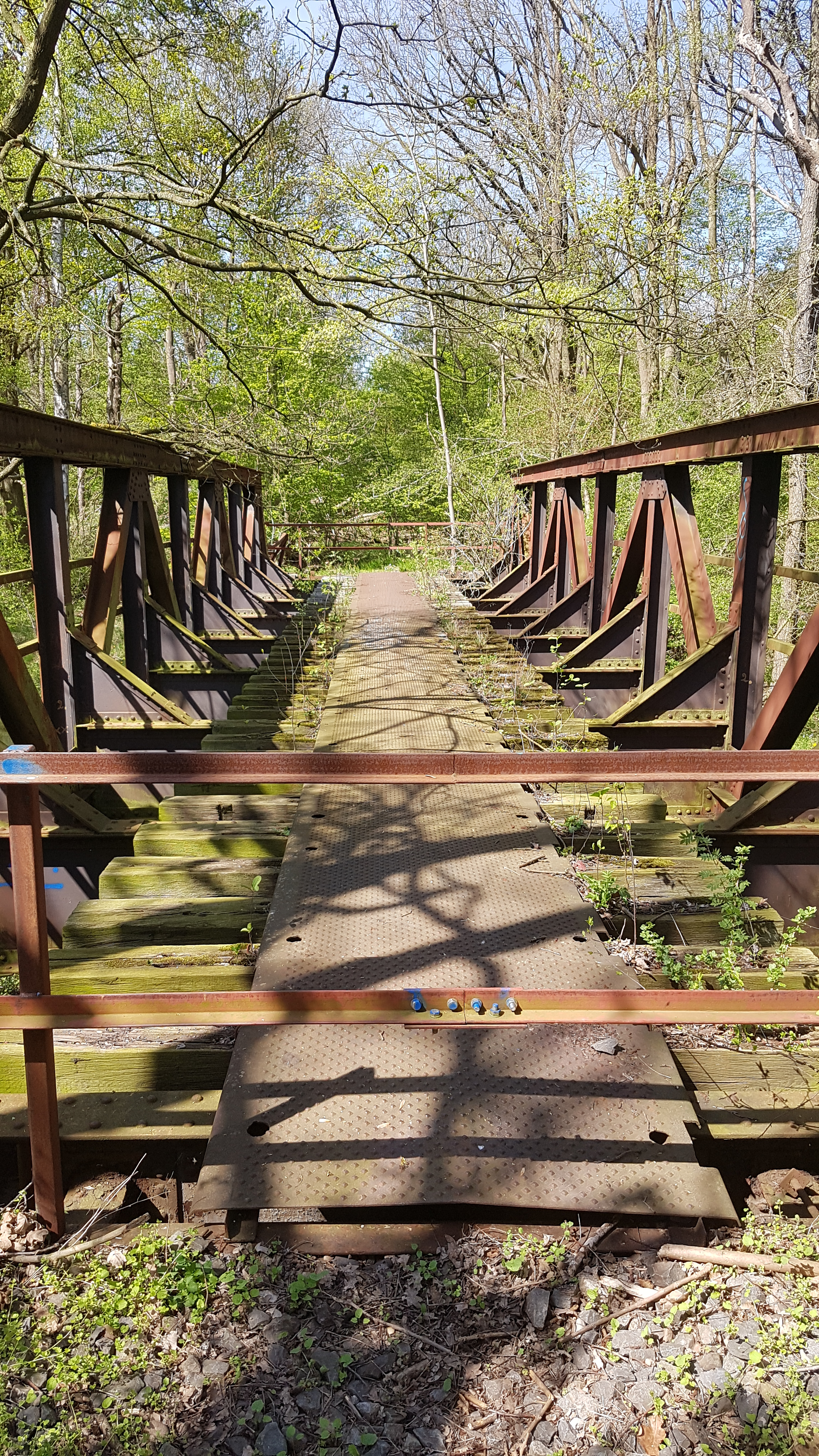
Fuhsebrücke zwischen Uetze und Eltze (2019)
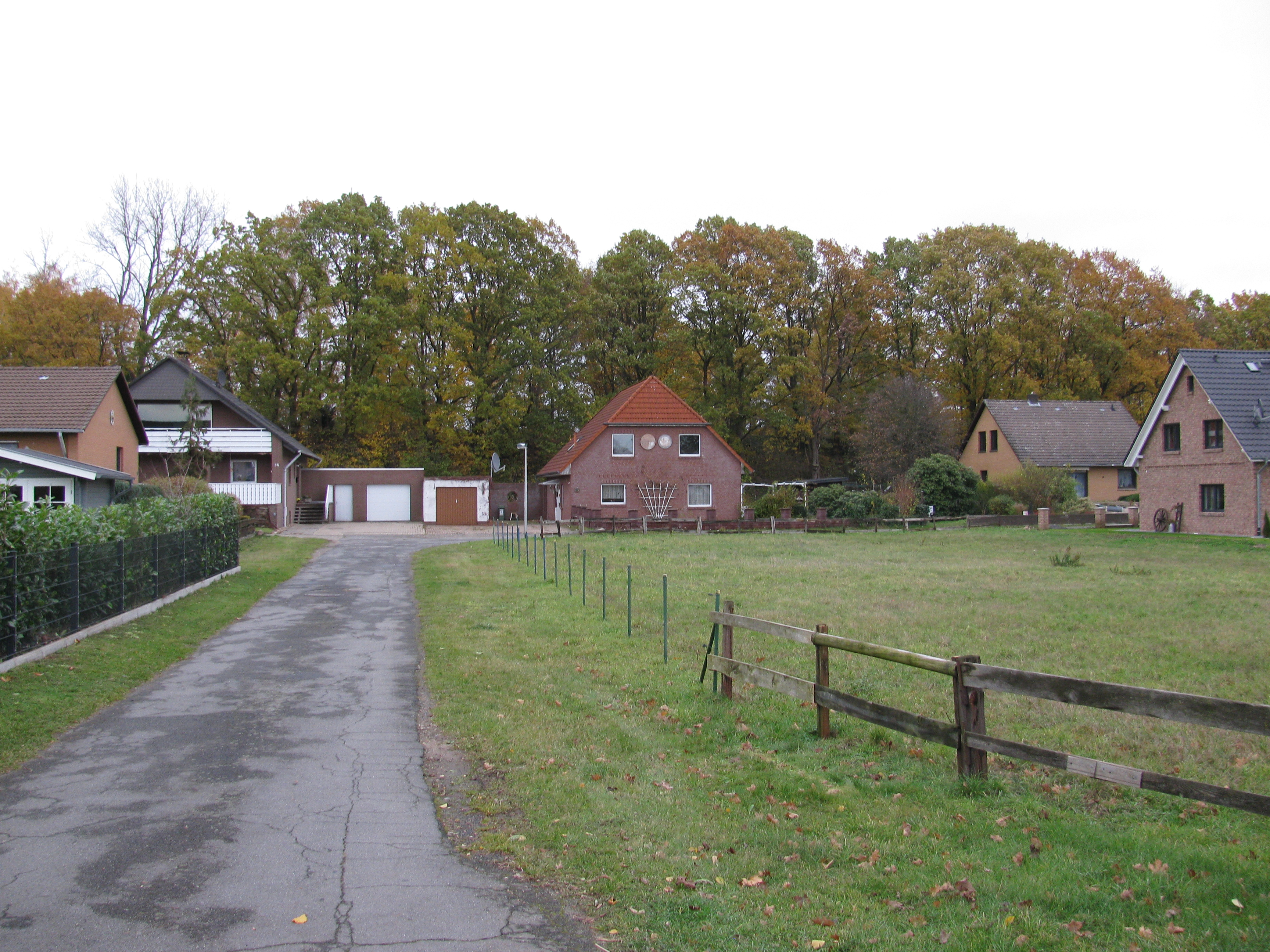
Bahndamm hinter Wohnbebauung in Plockhorst

## Geschichte

### Planung
Schon beim Bau der ersten Eisenbahnen bestand in Braunschweig der Wunsch nach einer möglichst direkten Verbindung zu den Seehäfen. Auf Wunsch Hannovers wurde die erste Strecke jedoch über Lehrte gebaut. Da der gesamte Verkehr von Hamburg (mit Kopfmachen) als auch Berlin nach Hannover über Lehrte führte, war der Bahnhof entsprechend überlastet. So blieb der Wunsch nach einer direkten Verbindung, ohne den Umweg über Lehrte zu machen.
Dem ersten Gespräch am 15. Juni 1907 folgten Verhandlungen, die zum Staatsvertrag zwischen Preußen und Braunschweig vom 13. Januar 1912 führten. Vorausgegangen war die Auseinandersetzung um den Streckenverlauf auf Braunschweiger Gebiet. Die preußischen Planungen sahen ab südlich von Wendezelle vor: östlich von Bortfeld, westlich von Lamme und dann westlich von Broitzem einmündend in die Strecke Hannover–Braunschweig. Gebaut wurde auf braunschweigischen Wunsch die aufwendigere Strecke östlich um Braunschweig herum, damit auf dem damals bereits in Überlegung befindlichen Durchgangsbahnhof (1960 in Betrieb gegangen) ein nach Süden durchgehender Zugverkehr stattfinden könne; derartige Züge hat es jedoch nie gegeben.

### Bau und Betrieb im 20. Jahrhundert
Nach Ratifikation in beiden Parlamenten und Austausch der Ratifikationsurkunden am 2. Juni 1913 in Berlin war der Staatsvertrag in Kraft und der Bau konnte beginnen. Während des Ersten Weltkrieges wurde der Bau zeitweise eingestellt. Am 1. September 1920 wurde die Strecke von Celle bis Uetze eröffnet. Die Einweihung der Strecke von Uetze nach Plockhorst erfolgte am 3. Mai 1921 und am 1. März 1923 ging die weitere Strecke bis nach Gliesmarode in Betrieb. Dort vereinigte sie sich mit der bestehenden Strecke Gifhorn–Braunschweig.
Die Strecke wurde – Braunschweiger Wünschen entsprechend – mit Krümmungs- und Steigungsverhältnissen sowie dem Unterbau für eine Hauptbahn gebaut. Lediglich der Oberbau wurde für eine Nebenbahn ausgeführt. Die großzügige Trassierung ist auch erkennbar an der Dammlage mit mehrfacher Querung der Fuhse zwischen Wathlingen und Eltze. Auch die Bahnhofsgebäude wurden großzügig dimensioniert; sie waren nach einheitlichem Muster gebaut worden und ähnelten sich sehr. Jeder Bahnhof war für Personen- und Güterverkehr eingerichtet und mit mindestens einem Ladegleis ausgestattet.
Bedingt durch den Bau des Mittellandkanales wurde die Eisenbahnstrecke zwischen Wendezelle und Völkenrode 1929 nach Westen verschwenkt, um eine kürzere Brücke zu ermöglichen. Im Zweiten Weltkrieg erlitt auch diese Strecke Schäden. Die Brücke über den Mittellandkanal wurde bei der Sprengung am 10. April 1945 beschädigt, dann sehr behelfsmäßig instand gesetzt, jedoch nach kurzer Zeit der Inbetriebnahme wieder für den Verkehr gesperrt. Im Februar 1946 zerstörte das Hochwasser der Oker die Okerflutbrücke (o). Nach endgültiger Reparatur der Mittellandkanalbrücke und Neubau der Okerflutbrücke (o) erfolgte ab 14. März 1949 wieder durchgehender Verkehr auf der Strecke.

### Stilllegung
Am 27. Mai 1962 wurde der Personenverkehr Plockhorst–Braunschweig, am 23. Mai 1971 der Personenverkehr Celle–Plockhorst eingestellt.
Der Güterverkehr wurde in folgenden Abschnitten eingestellt:
- 30. Mai 1976 Wathlingen–Uetze
- 31. Mai 1985 Nienhagen–Wathlingen
- 29. September 1990 Celle–Nienhagen
- 30. September 1990 Uetze–Harvesse (stillgelegt am 31. Dezember 1991)

Am 31. Dezember 1993 wurde der Güterverkehr zwischen Watenbüttel und Harvesse eingestellt; im Jahre 1998 wurde der Abschnitt stillgelegt. 1994 wurde die letzte Brücke im Turmbahnhof Plockhorst für den Ausbau der Schnellfahrstrecke Hannover–Berlin abgetragen, nachdem der Bahnsteig schon zehn Jahre früher entfernt wurde. Der bislang letzte Personensonderzug fuhr am 11. Dezember 1994 von Braunschweig bis Harvesse.

## Betrieb
Trotz der großzügigen Anlage kam die Strecke über eine lokale Bedeutung nicht hinaus. 1962 fuhren im Personenverkehr fünf Zugpaare. Im Güterverkehr wurden hauptsächlich landwirtschaftliche Produkte (Zuckerrüben, Kartoffeln, Vieh) transportiert und Kohlen (Braunkohle-Briketts, Eierkohlen, Steinkohlen-Koks) empfangen. Zusätzlich gab es den Stückgutverkehr mit den in Personenzügen eingestellten Packwagen. In den letzten Jahren reichte ein Schienenbus mit Beiwagen für den Personenverkehr. In Betrieb ist die Strecke von Braunschweig-Gliesmarode bis kurz vor Harvesse; dort hat der Volkswagen-Konzern das VW Logistikzentrum Braunschweig errichtet. Im Herbst 2015 wurde nach einer Ertüchtigung der Strecke der Güterverkehr von VW – mit Betriebspausen – aufgenommen.

## Reaktivierung Braunschweig – Harvesse im SPNV

### Untersuchung seit 2021
Seit 2020 können bei Reaktivierungen bis zu 90 % der Kosten über Mittel des Gemeindeverkehrsfinanzierungsgesetzes (GVFG) finanziert werden, sofern die Wirtschaftlichkeit dieser Maßnahme nachgewiesen ist. Durch die Novelle der Standardisierten Bewertung wurde zudem der Nutzen für ÖPNV-Projekte im Allgemeinen gestärkt. Im Frühjahr 2021 beantragte der RGB Mittel, um eine erneute Planung der Streckenreaktivierung durchzuführen.
Der Aufgabenträger untersuchte in einer Voruntersuchung mehrere Streckenenden zwischen dem Kernort Wendeburg und Wipshausen. Im Ergebnis wurde Harvesse als Endpunkt festgelegt, bei Bedarf soll eine Verlängerung bis Wipshausen möglich bleiben.
Bis September 2022 wurde das Fahrplankonzept für die geplante Linie abgeschlossen. Die derzeit in Braunschweig Hauptbahnhof endende Linie RB 45 Schöppenstedt – Braunschweig soll nach Harvesse verlängert werden. Die geplanten Stationen sind Harvesse, Wendeburg, BS-Völkenrode, BS-Watenbüttel/PTB und BS-Schwarzer Berg.
Die Linie ist zur Hauptverkehrszeit bis Harvesse im 30-Minuten-Takt mit einem Stundentakt als Grundlage vorgesehen. Für die im Vergleich zu den Planungen aus den 2010er-Jahen erhöhte Verkehrsleistung ist der Bau der Station Watenbüttel als Kreuzungsbahnhof vorgesehen. Die Strecke soll für eine Höchstgeschwindigkeit von 80 km/h ausgebaut werden, zudem sind Ausbauten im Bahnhof Gliesmarode vorgesehen. Sowohl das Land Niedersachsen als auch der Aufgabenträger sehen für nicht-elektrifizierte Strecken den Einsatz von BEMU als Fahrzeuge vor.
In einer vorläufigen Wirtschaftlichkeitsuntersuchung wurde bis März 2024 eine positive Wirtschaftlichkeit geschätzt.

### Gescheiterte Planungen

#### RegioStadtBahn Braunschweig
Im Jahr 2003 wurde im Zusammenhang mit der Vorplanung der damals geplanten RegioStadtBahn Braunschweig durch die in Wendeburg ansässige Bürgerinitiative pro Zug-kunft der Betrieb von Schienenpersonennahverkehr auf der Strecke gefordert. Die Bürgerinitiative bezeichnete diesen Streckenabschnitt fortan inoffiziell als Spargel-Express. In einem Verkehrsgutachten wurde für eine zwischen der Gifhorner Straße und Wendeburg reaktivierte Strecke sowie einer Umsetzung als Tram-Train-System eine theoretische Nachfrage von 5.100 Fahrgästen pro Tag errechnet. Als Endhaltestelle war Wipshausen vorgesehen. Die Streckenreaktivierung war für eine spätere Ausbaustufe vorgesehen. Mit dem Ende der RegioStadtBahn-Planungen wurde auch die geplante Reaktivierung der Strecke verworfen.

#### Wirtschaftlichkeitsuntersuchung 2013–2015
Im Jahr 2013 begann das Land Niedersachsen mit Federführung der Landesnahverkehrsgesellschaft Niedersachsen eine landesweite Untersuchung zur Wirtschaftlichkeit von Streckenreaktivierungen im SPNV. Hierbei wurde ein mehrstufiges Verfahren angewandt. Der Streckenabschnitt Braunschweig-Gliesmarode–Harvesse wurde in einer Nutzwertanalyse als Zwischenstufe zunächst auf Platz 1 von 28 Strecken angesetzt. Im Braunschweiger Stadtgebiet wurden der Neubau der Haltepunkte Völkenrode, Watenbüttel, Schwarzer Berg und Schuntersiedlung angesetzt, in Wendeburg die Haltepunkte Wendezelle und Harvesse. Es wurde ein Stundentakt mit einem einzelnen Dieselfahrzeug unterstellt.
Bei der vertieften Kosten-Nutzen-Analyse im Vorlauf der für eine Förderung nötigen Standardisierten Bewertung erhielt die Strecke jedoch nur einen Kosten-Nutzen-Faktor (KNF) von 0,7, so dass eine Reaktivierung erneut als unwirtschaftlich abgelehnt wurde. Begründet wurde der niedrige KNF mit hohen Betriebskosten im Vergleich zum Nutzen, da der Nutzen der Reaktivierung zu stark auf Reisende in Richtung Braunschweig Hauptbahnhof isoliert war und der verbleibende Nutzen kleiner als die Infrastrukturkosten war.
In den späten 2010er-Jahren verstärkte sich aus der Gemeinde Wendeburg und dem Landkreis Peine die lokalpolitische Forderung zur Reaktivierung der Strecke. Grund dafür ist auch, dass sich durch Investitionen zur Anbindung des VW-Logistikzentrums für den Güterverkehr die einmaligen Investitionskosten der Infrastruktur verringert haben und dadurch ein Grund für die gescheiterte Wirtschaftlichkeit aus der Untersuchung 2013–15 hinfällig wurde. Die ermittelten Kosten einer Reaktivierung bis Harvesse haben sich so von 23,27 Millionen Euro auf 19,45 Millionen Euro verringert.
In einer Resolution an den Aufgabenträger Regionalverband Großraum Braunschweig forderte der Kreistag des Landkreises Peine im März 2018 daher einstimmig die Aufnahme von Reaktivierungsuntersuchungen. Daraufhin veröffentlichten das Aktionsbündnis MoVeBs und die seit 2003 tätige Bürgerinitiative pro Zug-kunft im April 2018 ein Memorandum mehrerer Lokalpolitiker und Stakeholder zur Reaktivierung der Bahnstrecke.